# راشویل (ایندیانا)
راشویل، ایندیانا (به انگلیسی: Rushville, Indiana) یک شهر در ایالات متحده آمریکا با جمعیت ۶٬۳۴۱ نفر است که در ایندیانا واقع شده‌است.

## موقعیت جغرافیایی
موقعیت جغرافیایی شهرها و مناطق اطراف به شرح زیر است: